# Leaf Daniell
Cyrus Leaf Daniell (* 1877 in London; † 28. Februar 1913 in Eddleston) war ein britischer Degenfechter.

## Erfolge
Leaf Daniell nahm an den Olympischen Spielen 1908 in London teil. Bei diesen sicherte er sich mit Edgar Amphlett, Cecil Haig, Martin Holt, Robert Montgomerie und Edgar Seligman die Silbermedaille im Mannschaftswettbewerb mit dem Degen. In der Einzelkonkurrenz schied er in der zweiten Runde aus. Im selben Jahr gewann er die britischen Meisterschaften im Einzel.
Seine Schwester Gladys Daniell war ebenfalls olympische Fechterin.